# Prien am Chiemsee
Prien am Chiemsee är en köping (Markt) och kurort vid Chiemsee i Landkreis Rosenheim i Regierungsbezirk Oberbayern i förbundslandet Bayern i Tyskland.